# Біллі Гарраті
Біллі Гарраті (англ. Billy Garraty, 6 жовтня 1878, Бірмінгем — 6 травня 1931, Бірмінгем) — англійський футболіст, що грав на позиції нападника, зокрема за «Астон Віллу».

## Ігрова кар'єра
Народився 6 жовтня 1878 року в місті Бірмінгем. Погравши на юнацькому рівні за низку аматорських команд, 1897 року уклав свій перший професійний контракт з місцевою «Астон Віллою». Починав у команді як резервний гравець, зокрему у своєму другому сезоні 1898/99, в якому бірмінгемці здобули чемпіонський титул, взяв участь лише у 9 матчах першості. Але вже насутпний сезон 1899/00 починав як основний нападник «Астон Вілли» і відзначився за сезон 27 голами, встановивши рекорд клубу та ставши найкращим бомбардиром першості.
Протягом семи сезонів був гравцем основного складу, а з 1906 року почав програвати конкуренцію іншим нападникам «Астон Вілли» і за два роки залишив команду? провівши у її складі загалом 224 гри у першості країни і забивши 96 голів.
Згодом провів декілька матчів за «Лестер Фосс», після чого грав за «Вест-Бромвіч Альбіон», а завершував ігрову кар'єру виступами за «Лінкольн Сіті» протягом 1910—1911 років.
Помер 6 травня 1931 року на 53-му році життя в рідному Бірмінгемі.

## Виступи за збірну
1903 року провів свою єдину гру у складі національної збірної Англії, взявши участь у матчі проти збірної Уельсу.

## Титули і досягнення
- Чемпіон Англії (2):

«Астон Вілла»: 1898/99, 1899/00
- Володар Кубка Англії (1):

«Астон Вілла»: 1904/05
- Найкращий бомбардир Футбольної ліги Англії (1):

1899/00 (27 голів)